# Ahmad al-Khatib
 Ahmad Hasan al-Khatib (en árabe أحمد حسن الخطيب)(1982-1933) fue un político sirio que se desempeñó como presidente de Siria de 1970 a 1971. Nombrado por Hafez al-Ásad para reemplazar al derrocado presidente Nureddin al-Atassi. Al-Khatib era un miembro civil del partido gobernante Baaz y se desempeñó como presidente interino del país durante solo cuatro meses. Cuando Assad se convirtió en presidente en 1971, se convirtió en el presidente del parlamento sirio.
Murió en Damasco (Siria) en 1982. Tenía muchos hermanos, uno de ellos era Najwa al-Khatib, la esposa de Abdulmajid Mansour, un médico del ejército sirio que murió en 2007.